# Klávesa Insert
Klávesa Insert (anglicky vložit) se nachází na počítačové klávesnici v oblasti systémových kláves. Klávesa přepíná režim vkládání a přepisování textu. Při režimu vkládání se nové znaky přidávají za pozici kurzoru, naopak při režimu přepisování znaky nahrazují text za kurzorem. Některé textové editory zvolený režim indikují ve stavovém řádku.
Navíc se klávesa insert používá pro práci se schránkou pro kopírování a vkládání.
Jako klávesa Insert může sloužit i znak 0 na numerické klávesnici.
Aktivace/deaktivace - kombinací kláves SHIFT+0.